# Trietilborohidruro
El trietilborohidruro de litio es un compuesto organoborónico de fórmula LiEt3BH. Comúnmente conocido como LiTEBH o Superhidruro, es un potente agente reductor utilizado en química organometálica y orgánica. Es un líquido incoloro o blanco, pero normalmente se comercializa y utiliza como solución de THF. El agente reductor relacionado trietilborohidruro de sodio está disponible comercialmente como soluciones de tolueno.
El LiBHEt3 es un agente reductor más fuerte que el borohidruro de litio y el hidruro de aluminio y litio.

## Preparación
El LiBHEt3 se prepara mediante la reacción de hidruro de litio (LiH) y trietilborano (Et3B) en tetrahidrofurano (THF):
LiH + Et3B → LiEt3BH
Sus soluciones en THF son estables indefinidamente en ausencia de humedad y aire. 

## Reacciones
Los haluros de alquilo se reducen a alcanos mediante LiBHEt3.
El LiBHEt3 reduce una amplia gama de grupos funcionales, pero también lo hacen muchos otros reactivos de hidruro. En cambio, el LiBHEt3 se reserva para sustratos difíciles, como los carbonilos con impedimentos estéricos, como ilustra la reducción de la 2,2,4,4-tetrametil-3-pentanona. Por lo demás, reduce los anhídridos ácidos a alcoholes y al ácido carboxílico, no al diol. Del mismo modo, las lactonas se reducen a dioles. Las α,β-enonas sufren una adición 1,4 para dar enolatos de litio. Los disulfuros se reducen a tioles (vía tiolatos). El LiBHEt3 desprotoniza ácidos carboxílicos, pero no reduce los carboxilatos de litio resultantes. Por razones similares, los epóxidos se abren en anillo al tratarlos con LiBHEt3 para dar el alcohol. Con epóxidos asimétricos, la reacción puede proceder con alta selectividad regio- y estereo-, favoreciendo el ataque en la posición menos impedida: 
Los acetales y cetales no se reducen con LiBHEt3. Se puede utilizar en la escisión reductora de mesilatos y tosilatos. LiBHEt3 puede desproteger selectivamente grupos N-acil terciarios sin afectar a la funcionalidad amida secundaria. También se ha demostrado que reduce ésteres aromáticos a los alcoholes correspondientes como se muestra en las ecuaciones 6 y 7. 
El LiBHEt3 también reduce piridina e isoquinolinas a piperidinas y tetrahidroisoquinolinas respectivamente.
La reducción de β-hidroxisulfinil iminas con catecolborano y LiBHEt3 produce anti-1,3-amino alcoholes mostrados en (8).

## Precauciones
El LiBHEt3 reacciona exotérmicamente, de forma potencialmente violenta, con agua, alcoholes y ácidos, liberando hidrógeno y el pirofórico trietilborano.